# إنريكي ميلو
إنريكي ميلو (بالإسبانية: Enrique Melo)‏ هو سباح إسباني، ولد في 23 أبريل 1953.

## وصلات خارجية
- إنريكي ميلو على موقع الاتحاد الدولي للسباحة (الإنجليزية)
- إنريكي ميلو على موقع أوليمبيديا (الإنجليزية)